# 支持恐怖主义的国家

被美國視為支持恐怖主义国家：PRK、CUB、IRN和SYR

支持恐怖主义国家（英語：State Sponsors of Terrorism），是自1979年12月29日由美國發起的支持恐怖主義黑名單，美國國務院稱名單上的國家通過直接或間接方式向恐怖主義活動提供任何形式的援助。
根據美國法例中的《與敵國貿易法》規定，美國不能夠跟名單中的國家出口貨物，並會控制軍用和民用商品銷售，限制對其救援，並干預這些國家獲得國際金融機構貸款。被列入為支持恐怖主义国家名单的國家一些貿易制裁會被美國撤銷，並不可以透過國際結算銀行在海外轉移資金，不能吸引更多的投資。

## 名單

### 在名單中的國家

#### 
自1988年1月20日被美國列為支持恐怖主义国家。美国称朝鲜民主主义人民共和国曾售賣武器給恐怖份子，包庇日本赤軍劫持飛機逃向朝鮮，製造大韩航空858号班机空难以阻止漢城奧運會，以致機上115名乘客全部罹難。以上種種原因加上大韩民国的要求，美國於1988年將朝鮮列入支持恐怖主義國家名單。2008年6月26日宣佈會將朝鲜從名單中除名，同年10月11日生效，理由是朝鮮核設施驗證問題上達成協議，該協議後被朝鮮撕毀。2017年4月，美国众议院通過法案，其要求美国国务院考慮是否重新將朝鮮列入「支持恐怖主義國家」名單，該法案最終由總統唐納·川普簽署，美國國務院將在法案通過後90天內，就是否重新將朝鮮列入「支持恐怖主義國家」名單作出決定。2017年11月20日，唐納·川普宣布将朝鲜重新列為支持恐怖主义的国家。

#### 伊朗
自1984年被美國列為支持恐怖主义国家。美國指出伊朗是名單中最積極參與恐怖主義的國家。伊斯蘭革命衛隊和情報部及安全理事會（MOIS）直接參與規劃及支持各種恐怖行為。伊朗保持了高姿態的作用，行動上和財政上支持及鼓勵针对以色列的恐怖活動。2018年10月23日，沙烏地阿拉伯政府和巴林政府將伊朗伊斯蘭革命衛隊列為恐怖組織。2019年4月8日，美國政府及以色列政府把伊朗伊斯兰革命卫队列為恐怖組織。伊朗最高國家安全委員會迅速作出回应和反制，宣布将美国中央司令部列为恐怖组织。

#### 古巴
根據美國跟古巴的歷史，古巴在拉丁美洲和非洲支持革命運動。在拉丁美洲支援當地的左派勢力奪取政權，在此古巴發揮了重要的作用。例如促進武器進入該地區。哈瓦那提供不少直接支持的形式包括培訓、武器、避風港給各種各樣的游擊隊組織。2015年4月17日，随着美古复交的进展越来越好，美国总统贝拉克·奥巴马向美国国会表示决定把古巴从支持恐怖主义的国家名单上删除，并于2015年5月31日在国会没有异议的情况下正式删除。2021年1月11日，美國總統特朗普卸任前決定將古巴重新列入支持恐怖主义的国家名单。2025年1月14日，美國總統拜登卸任前再度提议將古巴除名。2025年1月20日，美國總統特朗普取消拜登将古巴移出名单的决定。

#### 叙利亚
自1979年被美國列為支持恐怖主义国家以来，敘利亞阿薩德政權持續提供物質支持黎巴嫩真主黨和巴勒斯坦的恐怖主义團體。至2024年敘利亞內戰告一段落，敘利亞反對派推翻阿薩德政權，但敘利亞尚未被正式除名。

### 已经被除名的國家

#### 伊拉克
伊拉克因攻打美國的敵對國家伊朗（即兩伊戰爭），於1982年被美國從名單中除名，並使伊拉克有資格獲得部分美國的軍事裝備。由於伊拉克在1990年入侵科威特，再次被列入支持恐怖主义的国家名單。2003年美伊戰爭後再次被除名。美國國務院指攻打伊拉克的原因，是因為伊拉克對多個恐怖組織包括穆斯林人民奮鬥組織（MEK）、庫爾德工人黨（PKK）、巴勒斯坦人民解放前線（PLF）和阿布·尼達爾組織（ANO）提供協助，並非為石油、也非謀求在當地駐軍。攻佔伊拉克後，美國自2003年5月7日不再因支持恐怖主义国家之罪名來制裁伊拉克，2004年9月25日，美國總統喬治·W·布殊正式宣布將伊拉克剔出名單。

#### 苏丹
自1993年被美國列為支持恐怖主義國家。美國認為蘇丹政府在反恐戰爭中是一個強而有力的合作夥伴，但它積極推行恐怖主義的行動直接威脅到美國的利益。2020年10月23日，鑒於蘇丹與以色列實現關係正常化，美國總統特朗普決定將蘇丹從支持恐怖主義名單中剔除。美國大使館於2020年12月14日表示：「45天前通知國會的期限已滿，國務卿已簽署通知，宣告取消認定蘇丹為恐怖主義資助國，今起生效，將於聯邦公報（Federal Register）公告。」

#### 也门民主人民共和国
1979年被美國认为南也门政府支持了几个左翼恐怖组织，所以被打上了支持恐怖主义的标签，因此被列為支持恐怖主义国家，但1990年之後跟北也門合并為也門共和國並從名單中除名。

#### 大阿拉伯利比亚人民社会主义民众国
自1979年被美國列為支持恐怖主义国家。2004年6月28日利比亞與美國建立新外交關係。2006年5月15日美國宣布將與利比亞復交，擬在利比亞首都的黎波里設立美國大使館，並決定在45日內將利比亞從支持恐怖主義名單中剔除。

## 對有關國家的制裁
美國對於支持恐怖主義的國家名單中的國家進行的制裁如下：
1. 禁止輸入或輸出任何武器。
2. 對於可以明顯提升名單上國家的軍事力量或支持恐怖組織能力的軍民兩用貨品或服務，出口的機構則須在出口前30日通知國會。
3. 禁止任何經濟上的支援。
4. 對其實行雙重用途項目的出口控制
5. 取消該國的出口商品免關稅待遇
6. 實施其他財經方面的制裁，包括：

- 美國將在世界銀行或其他國際金融組織反對對該國的借貸；
- 恐怖襲擊受害人在美國的法庭提出的民事訴訟案件上，美國將取消名單上國家的外交人員的外交豁免權，則這些外交人員理應到庭作供；
- 美國的公司和個人在名單上國家的收入，不會獲得任何扣免稅額；
- 名單上國家的出口貨物，不可以在美國享有免稅待遇；
- 美國政府有權禁止美國公民參與任何未經美國聯邦財政部批准的，在名單上國家的轉帳的活動；
- 禁止國防部與名單上國家的公司有任何價值超過10萬元以上的協議

## 恐怖分子避風港
美國國別恐怖主義報告書定義「恐怖分子避風港」（Terrorist safe havens）爲一個國家的無政府、地下政府或弱政府地區和一些不穩定的區域，這些地區和區域因爲合法管制不足、政治目的或者兩個原因都有，讓那些對美國國家安全利益有威脅的恐怖分子得以相對安全地進行組織、策劃、補給、溝通、招募、訓練和活動。穩固的避風港爲恐怖分子頭目們提供了安全保障，讓他們得以策劃世界各地的恐怖活動。

### 索马里、利比亚和马里
在非洲，索马里被列为青年党的避风港，特别是在朱巴河谷一带。撒哈拉以南地区，尤其是马里的治理薄弱地区，被恐怖组织用来“组织、策划、筹集资金、联络、招募、训练并在相对安全的环境中活动”。在利比亚，边境管理松散、安全部队缺乏协作，加上大面积无政府管辖区域，为多个恐怖组织提供了“宽松的环境”，如利比亚安萨尔沙利亚组织、伊斯兰马格里布基地组织、穆拉比图组织以及伊拉克与黎凡特伊斯兰国等。

### 埃及、黎巴嫩、叙利亚和也门
在中东，埃及的西奈半岛部分地区，由于针对西奈省伊斯兰国分支的军事行动，使得该半岛北部已不对游客开放。在黎巴嫩南部，有报道称政府并未控制全国“所有地区”，也未控制与以色列和叙利亚的边界，为真主党在境内“几乎不受限制地活动”创造了空间，政府也被指未尝试解除该组织的武装。其他组织，如努斯拉阵线和伊拉克与黎凡特伊斯兰国，据称活跃于该国山区。在也门，多个组织如阿拉伯半岛基地组织与ISIL得以因“政治和安全真空”而存在，并借助该国教派分裂，在逊尼派中获得支持。

### 菲律宾
在东南亚，苏拉威西海和苏禄群岛中的若干岛屿因地形偏远、治理困难，使恐怖组织能借“传统走私和海盗团伙”掩护而展开活动。阿布沙耶夫组织、伊斯兰祈祷团与邦萨摩洛伊斯兰自由战士也活跃于菲律宾棉兰老岛的难以治理地区。

### 阿富汗和巴基斯坦
在南亚，阿富汗与巴基斯坦的边境地区被称为“无法治理的地区”，恐怖分子利用这些地区在两国间进行恐怖活动。美国国务院指出，截至2016年，诸如虔诚军（LeT）和穆罕默德军（JeM）等恐怖组织仍能在巴基斯坦境内公开地运作、训练、组织和筹款。虽然虔诚军在巴基斯坦是被官方取缔的，但其下属的达瓦会（Jama'at-ud-Da'wah）与人道基金会（Falah-e-Insaniat Foundation）并未被取缔，尽管达瓦会已被列入该国反恐法案附表二中的“观察对象”。

### 哥伦比亚和委内瑞拉
在西半球，哥伦比亚的密林地带以及政府在边境地区的弱势控制，被认为为哥伦比亚革命武装力量（FARC）等恐怖组织提供了避难所。“可靠消息”称，邻国委内瑞拉为“已知恐怖组织”的活动提供了“宽松环境”。尤其有观点指责尼古拉斯·马杜罗及其同僚通过“犯罪活动”助长了这一环境，使得包括FARC、真主党、民族解放军等组织得以在该国活动。

## 批评
纽约大学全球事务中心的教授迈克尔·F·奥本海默（Michael F. Oppenheimer）认为，“支持恐怖主义国家名单”是一个“谈判工具”，在伊朗的案例中，它被当作一个“筹码”，美国会“在解除对伊朗的制裁过程中将其从名单中移除，以换取我们在核议题上的诉求”。奥本海默进一步表示：
出现在该名单上的国家，是我们不喜欢的国家……其他国家和外部势力也支持恐怖主义，客观而言，他们也是恐怖分子；而我们不喜欢的国家上了名单，我们的盟友却没有。这完全是双重标准。
语言学家兼政治活动家诺姆·乔姆斯基（Noam Chomsky）写道，伊拉克于1982年被从名单中移除，“目的是为了让美国能够与英国及其他国家一道向萨达姆·侯赛因提供急需的援助，美国对他之后犯下的最可怕罪行也毫不在意”。关于叙利亚仍在名单上的问题，乔姆斯基写道：
克林顿提出，如果叙利亚同意美国和以色列提出的和平条款，就将其从名单中移除。当叙利亚坚持要求收复以色列于1967年占领的领土时，它就继续留在了“支持恐怖主义国家”的名单上。尽管华盛顿承认叙利亚多年来并未涉及支持恐怖主义，且在向美国提供有关基地组织和其他激进伊斯兰组织的重要情报方面高度合作，它仍未被移除。作为对叙利亚在“反恐战争”中合作的“回报”，美国国会去年12月几乎一致通过了对叙利亚实施更严厉制裁的法案（《叙利亚问责法案》）。该法案已由总统签署实施，结果是美国失去了一个关于激进伊斯兰恐怖主义的重要情报来源，只是为了达成一个更高的目标：在叙利亚建立一个愿意接受美以要求的政权。
乔姆斯基接着写道：
回到伊拉克，在萨达姆被从支持恐怖主义国家名单中移除的同时，古巴被列入该名单，也许是为了“回应”1970年代后期对古巴的国际恐怖袭击急剧升级，包括炸毁古巴航空455号班机造成73人遇难以及其他许多暴行。这些行动大多是在美国策划和实施的……华盛顿在官方上谴责这些恐怖行为的同时，却在违反美国法律的情况下庇护并保护这些恐怖组织。
大卫·格维茨（David Gewirtz），美国战略视角倡议执行主任兼国际反恐与安全专业人士协会的网络战顾问则表示：
在我看来，这份名单将会一直留着，直到没人再注意它……把这些众所周知我们不喜欢的国家留在名单上，比废除这个“恐怖主义工具”要容易得多。